# Ульріх Вальтер
Ульріх Ганс Вальтер (нім. Ulrich Hans Walter) — німецький учений, 5-й астронавт ФРН.

## Освіта
Після закінчення середньої школи в Ізерлоні в 1972 році і дворічної служби в Бундесвері інструктором армійської школи ППО Ульріх Вальтер вступив до Кельнського університету. У 1980 році здобув диплом з експериментальної фізики, а в 1985 році — докторський ступінь у галузі фізики твердого тіла.
У 1985—1987 рр. працював у Аргонській національній лабораторії в Чикаго і Каліфорнійському університеті в Берклі.

## Космічна підготовка
У серпні 1987 року в Німеччині був проведений набір астронавтів для польоту за програмою Spacelab D-2 на космічному кораблі «Спейс Шаттл». Ульріх Вальтер виявився одним з п'яти відібраних кандидатів. З 1988 по 1990 рік він проходив загальнокосмічну підготовку в Німецькому аерокосмічному центрі (DLR). Підготовка, зокрема, включала польоти на літаку КС-135 по параболічній траєкторії на тимчасову невагомість. Ульріх зробив на ньому більше 1300 польотів.
У вересні 1990 року отримав призначення в екіпаж як спеціаліст з корисного навантаження. Паралельно з проходженням підготовки в 1991-1992 рр. був одним з кандидатів від Німеччини до загону астронавтів ЄКА, але зарахований не був.

## Політ на «Колумбії»
Свій єдиний космічний політ Ульріх Вальтер здійснив 26 квітня - 6 травня 1993 на американському шатлі «Колумбія» (STS-55). Корисним навантаженням була лабораторія Spacelab D-2. Було виконано близько 90 експериментів у галузі природничих наук, фізики, робототехніки, астрономії, вивчення земної атмосфери. Ульріх Вальтер провів у цьому польоті 9 діб 23 години 39 хвилин 59 секунд.

## Подальша діяльність
У 1993 році, незабаром після виконання польоту, залишив загін астронавтів. У 1994 році очолив Німецький архів знімків з космосу в Німецькому аерокосмічному центрі (Оберпфаффенгофен). Після того як німецькі астронавти були переведені до загону астронавтів ЄКА, він звільнився з Німецького аерокосмічного центру й перейшов працювати в німецьке відділення IBM.
З березня 2003 року Ульріх Вальтер — повний професор Мюнхенського технічного університету, очолює кафедру аерокосмічних технологій на факультеті машинобудування.
Автор книги про свій космічний політ «За 90 хвилин навколо Землі» (1997), а також понад 60 наукових робіт. Крім того, працював ведучим науково-популярного шоу «MAXQ — Жага знань» на баварському телебаченні.

## Нагороди
- Офіцер ордена «За заслуги перед Федеративною Республікою Німеччина»
- Медаль Вернера фон Брауна
- Почесний професор НПУ імені М.П. Драгоманова